# Haim Ernst Wertheimer
Haim Ernst Wertheimer (en hebreo: חיים ארנסט ורטהיימר‎); (Brühl, Imperio alemán, 24 de agosto de 1893-Jerusalén, Israel, 23 de marzo de 1978) fue un bioquímico israelí.

## Biografía
Wertheimer nació en Bühl, Alemania en 1893 y estudió en su ciudad natal y en Baden-Baden. Comenzó a estudiar medicina en 1912, inicialmente en Berlín, Bonn y Kiel, antes de que sus estudios fueran interrumpidos por la Primera Guerra Mundial, donde sirvió como médico en Flandes e Italia, y recibió la Cruz de Hierro, segunda clase y otras condecoraciones. Después de la guerra, completó sus estudios de medicina en la Universidad de Heidelberg.
En 1920-21, Wertheimer trabajó como médico en el orfanato municipal de Berlín y, posteriormente, obtuvo un puesto en el Instituto de Fisiología de la Universidad de Halle.
Con el ascenso nazi al poder en Alemania, Wertheimer perdió su trabajo En 1934 emigró a Eretz Israel y aceptó un trabajo como director temporal del Laboratorio de Química de la Facultad de Medicina Hadassah de la Universidad Hebrea de Jerusalén. Continuó trabajando en el Centro Médico Hadassah hasta 1963, y se desempeñó como decano de la institución en los años 50. Werthimer es considerado el padre del campo del metabolismo de las grasas.

## Premios
- En 1956, Wertheimer recibió el Premio Israel de Medicina.[3]
- En 1964, recibió el Premio Solomon Bublick de la Universidad Hebrea de Jerusalén.